# Office national de météorologie (République dominicaine)
Pour les articles homonymes, voir Office national de météorologie.
L’Office national de météorologie (ONAMET) est le service météorologique national de la République dominicaine. Elle compile les données, prépare les prévisions et avertissements météorologiques pour le pays et est affiliée à l'Organisation météorologique mondiale (OMM). Il est sous la juridiction du Ministère des Travaux Publics et des Communications.

## Histoire
Les premières observations météorologiques en République dominicaine datent de 1871. En 1884, 5 stations climatologiques ont été ouvertes. Le premier service météorologique est organisé en 1915 sous la direction du capitaine de navire Francisco Castro Catrain. Les fonds sont assez restreints et le développement est lent sous les premiers directeurs. En 1929, le service météorologique est intégré dans le secrétariat d'état à l'agriculture pour intégrer les stations agronomiques et météorologiques.
Lors de l'ouragan San Zenon (en) de 1930, malgré le faible nombre de stations, le gouvernement et la population ont été informés de son existence ce qui a aidé au déblocage de fonds pour augmenter la couverture. Sous la direction Juan Moline, la République dominicaine a demandé à être admis de l'Organisation météorologique mondiale (OMM) en 1950 et qu'une mission soit envoyée dans le pays pour former les techniciens locaux. Durant la même période, des membres du service ont suivi un cours de navigation aérienne au Mexique et le premier bâtiment du service météorologique a été construit. En 1954, le service devient l'Office météorologique national. Le 30 novembre 1965, le service météorologique est mis sous la juridiction du ministère de l'agriculture.
Durant les années 1970, l'OMM et gouvernement dominicain ont amélioré les installations du réseau national de stations climatologiques et synoptiques, créé l'unité de prévision des crues fluviales et approfondi la formation du personnel. L'Office prend le sigle ONAMET en 1984. En 1995, le premier radar météorologique a inauguré et des programmes de recherche sur la sécheresse ont commencé à être menés. Le 12 août 2003, l'Office national de météorologie devient une dépendance de la Direction nationale de l'aéronautique mais le 23 mai 2017 est devenu un département du ministère des travaux publics et des communications (MOPC).
Gloria Ceballos est la première femme à diriger l'Office météorologique national en 2005. Elle a commencé à travailler à l'ONAMET au début des années 1980.

## Mission
Sous la direction du ministère des travaux publics et des communications, l'ONAMET est la seule entité officielle autorisée à diffuser des informations, prévisions et avertissements météorologiques en République Dominicaine. Sa mission est :
- Régir toutes les activités météorologiques dans le pays ;
- Représenter la République dominicaine, en tant qu'État membre, auprès de l'Organisation météorologique mondiale ;
- Participer à la veille météorologique mondiale et produire des prévisions pour tout le territoire national, l'espace aérien et les eaux territoriales ;
- Fournir des conseils et des études à d'autres institutions pour la meilleure utilisation des ressources naturelles.